# Mont-de-l'Enclus
Mont-de-l'Enclus är en kommun i Belgien.   Den ligger i provinsen Hainaut och regionen Vallonien, i den västra delen av landet, 60 km väster om huvudstaden Bryssel. Antalet invånare är 3 512. Mont-de-l'Enclus gränsar till Kluisbergen. 
Trakten runt Mont-de-l'Enclus består till största delen av jordbruksmark. Runt Mont-de-l'Enclus är det ganska tätbefolkat, med 144 invånare per kvadratkilometer.